# Atradius
Atradius proporciona seguros de crédito comercial, caución y servicios de recobro en todo el mundo, con presencia en 50 países. Es el proveedor de seguro de crédito del Grupo Catalana Occidente (GCO.MC). Los seguros de crédito, caución y los productos de recobro ayudan a proteger a las empresas de todo el mundo de los riesgos de impago asociados a la venta a crédito de sus productos y servicios. En 2022 la compañía obtuvo unos ingresos de 2.400 millones de euros. La Compañía está calificada “A (excelente) con perspectiva estable” por AM Best y “A2 con perspectiva positiva” por Moody's.

## Historia
Las raíces de Atradius pueden encontrarse en la adquisición en 2001 por parte de la aseguradora alemana Gerling-Konzern Speziale Kreditversicherung (Gerling Credit), de la aseguradora neerlandesa Nederlandsche Credietverzekering Maatschappij (NCM). La compañía recibió el nombre de GERLING NCM.
Gerling Credit fue fundada en 1954 como el proveedor de seguro de crédito del grupo asegurador de Colonia Gerling-Konzern. En 1962 abrió su primera sucursal internacional en Suiza y fue la primera aseguradora de crédito privada en ofrecer protección a la exportación a crédito.
NCM se fundó en 1925 con el objetivo de ayudar a mejorar el comercio para las empresas en los Países Bajos. A partir de 1932, se convirtió también en el proveedor a través del cual el Gobierno neerlandés proporciona servicios de crédito a la exportación a empresas neerlandesas. Actualmente Atradius sigue realizando esta función a través de su filial Atradius Dutch State Business.
Tanto Gerling Credit como NCM realizaron, antes de su unión, sus propias adquisiciones, incluida la adquisición por parte de NCM de proveedor de corto plazo del Departamento de Garantía de Créditos a la Exportación (ECGD) del Gobierno del Reino Unido en 1991 y aseguradoras privadas como Namur Assurances du Crédit SA Bélgica por Gerling Credit en 1994, las cuales tienen sus propias historias que se remontan al nacimiento del seguro de crédito comercial alrededor de 1919.

El actual grupo internacional cambió su nombre a Atradius en 2004. En 2008 el grupo se fusionó con la aseguradora de crédito española Crédito y Caución, fundada en 1929, obteniendo así un apoyo adicional en el mercado de habla española.
Atradius forma parte del Grupo Catalana Occidente (GCO.MC), uno de los líderes aseguradores en España y mundialmente en el seguro de crédito.
El Grupo Atradius es hoy un conjunto de aseguradoras internacionales de crédito comercial y organizaciones afiliadas por todo el mundo.
Aunque ahora es de propiedad española, la sociedad holding Atradius N.V. y su sede permanecen en Ámsterdam, Países Bajos.

## Productos
Atradius cuenta actualmente con 3650 empleados y está presente en más de 50 países. La oferta de productos incluye seguros de crédito, seguros de caución, seguros de protección de créditos al consumo, reaseguro, servicios de recobro de deudas y productos de información.

## Accionistas
El Grupo Compañía Española de Crédito y Caución, SL (Grupo CyC) es una sociedad holding propiedad al 73,84 % del Grupo Catalana Occidente. El Grupo CyC tiene el 64,23 % de la propiedad de Atradius N.V.
Grupo Catalana Occidente es, directa o indirectamente, la sociedad matriz de un grupo de compañías de seguros y cotiza en la Bolsa de Barcelona y Madrid.
GCO tiene una participación económica en Atradius N.V. del 83,20 %, de los cuales el 35,77 % es de propiedad directa y el 47,43 % es de propiedad indirecta a través de la sociedad holding Grupo CyC.

## Administración
Atradius N.V. es una sociedad de responsabilidad limitada que funciona bajo las leyes de los Países Bajos con un Management Board y un Supervisory Board.
El Consejo de Administración consta de:
- David Capdevila, Chief Executive Officer.[16] Como CEO, es responsable de las unidades de Estrategia y Desarrollo Corporativo, Recursos Humanos e Instalaciones , Legal y Cumplimiento Normativo, Auditoría Interna y de las operaciones de seguro de crédito en España, Portugal y Brasil.
- Christian van Lint, Chief Risk Officer. Como CRO, es responsable de las unidades de Group Risk Management, Group Buyer Underwriting, Servicios de Riesgo y Risk Services y Reaseguro Externo.
- Andreas Tesch, Chief Market Officer. Como CMO es responsable de Atradius Credit Insurance en todo el mundo (excluyendo España, Portugal y Brasil), y de las unidades Dutch State Business, Global, Productos Especiales y Comunicación de Grupo & Desarrollo Comercial.
- Claus Gramlich-Eicher, Chief Financial Officer. Como CFO es responsable de Financiero, Control Financiero y Finanzas corporativas.
- Marc Henstridge, Chief Insurance Operations Officer. Como CIOO es responsable de las Unidades de Caución, Recobro, Atradius Reinsurance, Tecnología y Protección de crédito a plazos.

El Supervisory Board tiene diez miembros y es responsable de supervisar y guiar los asuntos generales de Atradius y las políticas del Management Board. El Supervisory Board incluye:
- Xavier Freixes (Chair)
- Bernd Hinrich Meyer
- Hugo Serra
- Désirée van Gorp
- John Hourican
- Carlos Halpern
- José María Sunyer
- Juan Ignacio Guerrero
- Joaquín Guallar

## Premios
- Best Credit Insurer Europe and North America 2014 concedido por Global Banking & Finance Review[17]
- Oracle "Fusion Middleware Innovation Award" 2015 por Atradius Insights[18]
- European Business Award por Customer Focus 2015[19]
- Best Credit Insurer and Credit Insurer Provider 2015 concedido por Global Banking & Finance Review[20]
- Best Credit Insurance Provider 2016 concedido por World Commerce Review[21]